# Келимбетов, Кайрат Нематович
Кайра́т Нема́тович Келимбе́тов (каз. Қайрат Нематұлы Келімбетов, род. 1969) — государственный деятель Республики Казахстан, Председатель Агентства по стратегическому планированию и реформам Республики Казахстан в 2020—2022 годах, Управляющий Международным Финансовым Центром «Астана», председатель Национального банка Республики Казахстан в 2013—2015 годах, руководитель Администрации Президента Республики Казахстан в январе — октябре 2008 года, министр экономики и бюджетного планирования в 2002—2006 годах.

## Биография
Кайрат Келимбетов родился в 1969 году в Алма-Ате в семье известного учёного-историка Немата Келимбетова. Происходит из рода шанышкылы Старшего жуза.
В 1986-м окончил Республиканскую Физико-Математическую Школу-Интернат (РФМШ) в Алма-Ате. В 1993 году окончил МГУ имени М. В. Ломоносова (факультет вычислительной математики и кибернетики), в 1996 году — Институт рынка при Казахской государственной академии управления, Национальную высшую школу госуправления при Президенте Республики Казахстан. Владеет английским, французским языками.
В 1996 году вошёл в состав Высшего экономического совета (ВЭС). В 1997 году перешёл в аппарат Агентства по стратегическому планированию (АСПИР), где в составе большой группы принимал участие в разработке послания президента, известного как «Стратегия „Казахстан-2030“». В 1998 году занял должность заведующего социально-экономического отдела Администрации Президента. В 1999 — 2001 годах занимал должность председателя Агентства по стратегическому планированию, в 2001 — 2002 годах — первого вице-министра финансов.
В 2001 году принял участие в создании оппозиционного движения «Демократический выбор Казахстана», а в 2002 году — Демократической партии Казахстана «Ак жол», в которой пробыл недолго — в том же году отказавшись от дальнейшего пути в оппозиции, Кайрат Келимбетов получил должность министра экономики и бюджетного планирования, которую занимал до 2006 года.
В 2006 году стал заместителем председателя партии «Нур Отан», принимал участие в телевизионных парламентских дебатах от «Нур Отана» вместе с Ермухаметом Ертысбаевым. В 2006—2008 годах занимал должность председателя правления госхолдинга «Фонд устойчивого развития „Казына“».
23 января 2008 года президент Казахстана Н. А. Назарбаев провёл экстренное совещание партии «Нур-Отан», на котором объявил о назначении Кайрата Келимбетова руководителем администрации президента. При Кайрате Келимбетове впервые за многие годы было произведено реформирование самой администрации, сокращены нефункциональные отделы.
В октябре 2008 года Кайрат Келимбетов возглавил созданный в результате объединения фондов «Самрук» и «Казына» госхолдинга — АО «Фонд национального благосостояния „Самрук-Казына“».
Указом Президента Казахстана от 11 апреля 2011 года назначен Министром экономического развития и торговли.
20 января 2012 года освобожден от должности министра экономического развития и торговли и назначен заместителем Премьер-Министра Республики Казахстан.
С 1 октября 2013 по 2 ноября 2015 года председатель Национального Банка Республики Казахстан.
С 2 ноября 2015 года по 6 января 2023 года Управляющий Международным Финансовым Центром «Астана».
С 14 сентября 2020 года по 6 января 2022 года председатель Агентства по стратегическому планированию и реформам Республики Казахстан.
Супруга — Нематова Фатима Токмухаммедовна. Имеются трое детей — Шынар, Айсултан и Даниал.

## Награды
- Орден Парасат (2010)[11]
- Орден Курмет (2005)
- Медаль «Қазақстан Республикасының тәуелсіздігiне 10 жыл» (2001)
- Медаль «Қазақстан Конституциясына 10 жыл» (2005)
- Медаль «Қазақстан Парламентіне 10 жыл» (2006)
- Медаль «Астана 10 жыл» (2008)
- Медаль «Қазақстан Республикасының тәуелсіздігiне 20 жыл» (2011)
- Медаль «За вклад в создание Евразийского экономического союза» 1 степени (8 мая 2015, Высший совет Евразийского экономического союза)[12]

## Критика
Несмотря на свои более ранние заявления, 11 февраля 2014 года провёл девальвацию национальной валюты Казахстана — тенге Это привело к социальной напряжённости в обществе и вылилось в проведение митинга в Алматы с требованиями отставки правительства. В митинге приняло участие более 100 человек.